# Basileuterus
Basileuterus är ett fågelsläkte i familjen skogssångare inom ordningen tättingar. Tidigare fördes även arterna i Myiothlypis hit, men genetiska studier visar att dessa är mer avlägset släkt. Släktet omfattar numera vanligen tolv arter som förekommer i Latinamerika från Mexiko till Bolivia och nordöstra Argentina:
- Bredstjärtad skogssångare (B. lachrymosus)
- Rostkronad skogssångare (B. rufifrons)
- Kastanjekronad skogssångare (B. delattrii)
- Svartkindad skogssångare (B. melanogenys)
- Pirreskogssångare (B. ignotus)
- Guldbrynad skogssångare (B. belli)
- Guldkronad skogssångare (B. culicivorus)
- Costaricaskogssångare (B. melanotis)
- Tacarcunaskogssångare (B. tacarcunae)
- Trebandad skogssångare (B. trifasciatus)
- Yungasskogssångare (B. punctipectus)
- Trestrimmig skogssångare (B. tristriatus)